# Kilpatrick Hills
Kilpatrick Hills är kullar i Storbritannien.   De ligger i riksdelen Skottland, i den nordvästra delen av landet, 600 km nordväst om huvudstaden London.